# Fehéroroszország kormánya
Fehéroroszország kormánya, hivatalos, teljes nevén a Belarusz Köztársaság Minisztertanácsa (belaruszul Савет Міністраў Рэспублікі Беларусь [Szavet Minyisztrav Reszpubliki Belarusz]) Fehéroroszországban az államhatalom végrehajtó szerve, melyet az ország elnöke nevez ki. A kormányt Fehéroroszország miniszterelnöke vezeti, aki a kormányprogram végrehajtásáért és a miniszterek irányításáért felelős.

## Minisztériumok
- Földművelés- és Élelmezésügyi Minisztérium
- Építésügyi Minisztérium
- Hírközlési és Informatikai Minisztérium
- Kulturális Minisztérium
- Honvédelmi Minisztérium
- Gazdasági Minisztérium
- Oktatási Minisztérium
- Vészhelyzetek Minisztériuma
- Energiaügyi Minisztérium
- Pénzügyminisztérium
- Külügyminisztérium
- Erdészeti Minisztérium
- Közegészségügyi Minisztérium
- Lakásépítési és Kereskedelmi Szolgáltatások Minisztériuma
- Iparügyi Minisztérium
- Információügyi Minisztérium
- Belügyminisztérium
- Igazságügyi Minisztérium
- Munkaügyi és Szociális Védelmi Minisztérium
- Környezeti Források és Környezetvédelem Minisztériuma
- Adóügyi Minisztérium
- Kereskedelmi Minisztérium
- Közlekedési és Kommunikációs Minisztérium
- Sport és Idegenforgalmi Minisztérium
- Statisztikai és Elemzési Minisztérium

## Külső hivatkozások
- A Belarusz Köztársaság Minisztertanácsának honlapja (belarusz nyelven), (angolul), (oroszul)